# Бузанелло, Габриэл
Габриэ́л Дал Тоэ́ Бузане́лло (порт.-браз. Gabriel Dal Toé Busanello; род. 29 октября 1998 или 29 сентября 1998, Фредерику-Вестфален, Риу-Гранди-ду-Сул) — бразильский футболист, защитник клуба «Мальмё».

## Биография

### «Униан Фредерикенси»
Родился и вырос в районе Кастелиньо, города Фредерику-Вестфален (штат Риу-Гранди-ду-Сул). Футболом начал заниматься в местном клубе «Грэмми Эспортиву», за который болел его отец и дедушка.
После выступлений за юношескую команду клуба Габриэль Бузанелло раскрылся в полной мере 2015 года в «Униан Фредерикенсе». В команде был одним из ведущих игроков, которая под руководством Марселу Караньяту выиграла Кубок Валмира Луружа 2015.
За Бузанелло начали следить несколько скаутов из разных команд в матчах Серии A2 Лиги Гаушу 2016. В составе «Униан Фредерикенси» в общей сложности провел 28 матчей.

### «Шапекоэнсе»
Благодаря удачным выступлениям за «Униан Фредерикенси», на Габриэля обратили внимание некоторые бразильские клубы, в том числе и «Флуминенсе», «Фигейренсе», «Атлетико Паранаэнсе» и «Палмейрас». Но юный талант 2016 выбрал «Шапекоэнсе», где сначала выступал за молодежную команду (U-20). В начале 2017 года накануне старта команды в Лиге Катариненсе главный тренер «Шапе» Вагнер Мансини перевел Бузанелло в первую команду.
Дебютировал за «Шапекоэнсе» 9 февраля 2017 в стартовом составе проигранного (0:2) выездного поединка Примейра-Лиги против «Крузейро». Выше указанный матч так и остался единственным для защитника во время его первого периода пребывания в клубе из Санта-Катарины.

### Возвращение в «Униан Фредерикенси»
16 января 2019 стало известно, что Бусанелло вернется в «Униау Фредерикенсе» на правах аренды. Дебютировал за команду после своего возвращения 20 февраля 2019 г. в проигранном (0:1) поединке Серии A2 Лиги Гаушу против «Пассо-Фундо». 14 марта 2019 отличился первым голом за «Униау», в победном (2:1) выездном поединке против «Тупи».
Во время своего второго периода пребывания в «Униан Фредерикенси» Габриэль Бузанелло провел 12 матчей и отметился одним голом, а его команда выбыла по итогам первого этапа Серии A2 Лиги Гаушу 2019 года.

### «Эрсилиу Лус»
2 мая 2019 года отдан в аренду «Эрсилиу Лузу», выступавшему в бразильской Серии D 2019 года (четвертый дивизион чемпионата Бразилии).

### «Пелотас»
15 июля 2019 года перешел в аренду в «Пелотас». Дебютировал за новую команду 17 августа в победном (3:0) поединке Кубка Гаушу против «12 Ораша». Первым голом за команду из штата Риу-Гранди-ду-Сул отметился 23 октября 2019 в победном поединке против «Круш Альты», в котором установил окончательный счет 4:0.
В общей сложности в команде провел 16 матчей и отметился одним голом. Выступал за команду в Кубке Гауша 2019, в матчах которого выходил в основном в стартовом составе, и Суперкубка Гауша 2020.

### Возвращение в «Шапекоэнсе»
8 мая 2020 года вернулся в «Шапекоэнсе». Впервые после возвращения сыграл 6 сентября 2020 в победном (1:0) домашнем поединке Серии B против «Аваи», в котором вышел в стартовом составе. 18 сентября отличился первым голом за «Шапекоэнсе», в ничейном (1:1) выездном матче против «Наутико».
После заболевания Алана Рушела COVID-19 несколько раз попадал в стартовый состав и своим прогрессом завоевал доверие тренерского штаба. Успешная игра Габриэля побудили «Шапекоэнсе» начать переговоры о продлении контракта, соглашение было заключено 11 ноября 2020 года, по которому Бузанелло должен был оставаться в команде до декабря 2022 года. Кроме продления контракта, ранее действовавшего до сентября 2021 года, «Шапекоэнсе» прописал отступные за переход защитника в размере 40 миллионов реалов. Причина такого поступка состоит в том, чтобы избежать потери игрока без финансовой компенсации, особенно в решающий момент.

### «Днепр-1»
9 февраля 2022 года отправился в аренду до конца календарного года с правом выкупа в «Днепр-1».